# Ramal ferroviario Chacabuco-Mayor José Orellano
El Ramal Chacabuco - Mayor José Orellano pertenece al Ferrocarril General San Martín, Argentina. Es también conocido como el Ramal Chacabuco - Germania.

## Ubicación
Se halla en la provincia de Buenos Aires a través de los partidos de Chacabuco, Bragado,  Junín, General Viamonte, Lincoln, Leandro N. Alem y General Pinto.

## Características
Es un ramal secundario de la red del Ferrocarril General San Martín con una extensión de 153 km entre Chacabuco y Germania. Corre paralelo al ramal principal Retiro - Mendoza, a unos 20 km al sur de éste.

## Historia
El ramal fue puesto en marcha el 1 de diciembre de 1909 por la empresa Ferrocarril Buenos Aires al Pacífico.
Fue prácticamente abandonado, y -a pesar de haber sido transitado por emergencias derivadas de grandes descarrilamientos en la traza principal, por formaciones emblemáticas de la Línea San Martín, como "El Cuyano"- en la actualidad y luego de ser apenas mantenido en un tramo, es utilizado por formaciones de carga de Trenes Argentinos Cargas para sacar soja desde la planta de Grobocopatel en la estación Laplacette, hasta Chacabuco. Allí toman por la traza central de la línea San Martín hasta Junín, y desde allí por el ramal Saforcada-Santa Isabel empalmando en Rastreador Fournier hasta los puertos de exportación cerealera cerca de Rosario, Provincia de Santa Fe.